# The Honor of the Tribe (film 1912)
The Honor of the Tribe è un cortometraggio muto del 1912 diretto da Thomas H. Ince e interpretato da Francis Ford. Di genere western, fu prodotto dalla Bison Motion Pictures e dalla New York Motion Picture.

## Produzione
Il film fu prodotto dalla Bison Motion Pictures e New York Motion Picture.

## Distribuzione
Distribuito dalla Motion Picture Distributors and Sales Company, il film - un cortometraggio di una bobina - uscì nelle sale cinematografiche statunitensi il 16 gennaio 1912.